# Romeins straattafereel met een jonge kunstenaar
Romeins straattafereel met een jonge kunstenaar is een schilderij van de Zuid-Nederlandse schilder Michael Sweerts in Museum Boijmans Van Beuningen in Rotterdam.

## Voorstelling

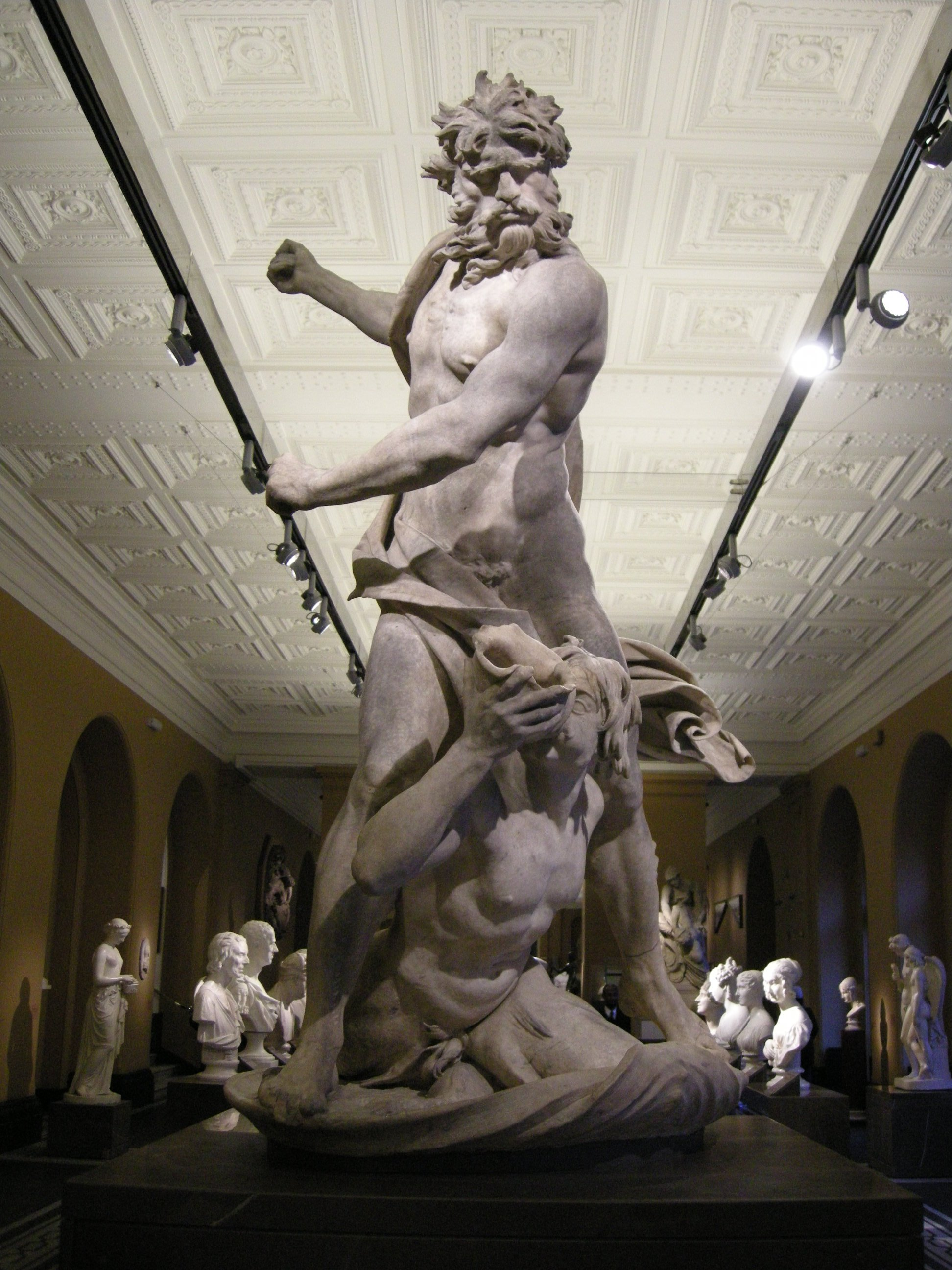
Gian Lorenzo Bernini. Neptunus en Triton. Ca. 1622. Londen, Victoria and Albert Museum.

Sweerts behoort tot de groep Noord- en Zuid-Nederlandse kunstenaars die in de 17e eeuw in Rome hebben gewerkt. Het schilderij stelt een jonge, goedgeklede kunstenaar voor die het beeld Neptunus en Triton in Rome aan het tekenen is. Dit beeld werd begin jaren 1620 gemaakt door de Italiaanse beeldhouwer Gian Lorenzo Bernini in opdracht van kardinaal Peretti Montalto om de vijver in zijn tuin van zijn villa op de berg Esquilinus mee te versieren. Op de achtergrond is een antieke ruïne te zien. Als contrast met deze klassieke schoonheid plaatst Sweerts de tekenaar te midden van het Romeinse straatleven: met huisvrouwen, een messenslijper en een slapende bedelaar.

## Herkomst
Het schilderij werd omstreeks 1950 te koop aangeboden door kunsthandel P. & D. Colnaghi in Londen. Vervolgens bevond het zich in een privéverzameling in Parijs. In 1952 werd het gekocht door Museum Boijmans Van Beuningen.